# Rafael Vitti
Rafael Alencar Vitti (sinh ngày 2 tháng 11 năm 1995) là một diễn viên, nhạc sĩ và nhà thơ người Brazil. Anh là con trai của diễn viên João Vitti và Valéria Alencar, đồng thời là anh trai của nam diễn viên Francisco Vitti.

## Tiểu sử
Sinh ra ở Rio de Janeiro, Rafael Vitti lớn lên ở khu phố Flamengo, phía nam thành phố Rio de Janeiro. Tác phẩm nghệ thuật đầu tiên của anh ấy là trong nhà hát của anh ấy với vở kịch Quem Matou O Leão?. Anh ấy đã thực hiện hai đoạn ngắn, NÓS và Le Royale With Cheese trước khi cố gắng thi để vào Malhação, khi đã tham gia khóa học về Nghệ thuật biểu diễn ở Đại học Liên bang bang Rio de Janeiro.

## Cuộc sống cá nhân
Trong quá trình ghi hình loạt phim dành cho giới trẻ Malhação Sonhos, anh ấy bắt đầu hẹn hò với nữ diễn viên Isabella Santoni, người bạn đời lãng mạn của anh ấy trong cốt truyện. Mối quan hệ kết thúc vào tháng 5 năm 2015, ngay sau khi bộ phim kết thúc.
Vào tháng 2 năm 2017, anh ấy bắt đầu hẹn hò với nữ diễn viên Tatá Werneck, cho rằng mối quan hệ chỉ diễn ra vào tháng 8. Vào tháng 1 năm 2018, họ đính hôn và vào tháng 10, họ chuyển đến sống cùng nhau. Vào ngày 23 tháng 10 năm 2019, Clara, con gái đầu lòng của cặp đôi chào đời.

## Đóng phim
| Năm     | Tựa phim                                        | Vai diễn                         |
| ------- | ----------------------------------------------- | -------------------------------- |
| 2005    | Amor de Mula                                    | Jonas                            |
| 2012    | Nós                                             | Arthur                           |
| 2014–15 | Malhação                                        | Pedro Ramos                      |
| 2015    | Não Se Apega, Não                               | Pedro Miller                     |
| 2016    | Velho Chico                                     | Carlos Eduardo Vidigal (Stage 1) |
| 2016    | Truque Vip                                      | Himself (Participant/Winner)     |
| 2016    | Rock Story                                      | Leonardo (Léo Régis)             |
| 2017    | Os Saltimbancos Trapalhões 2 – Rumo à Hollywood | Pedro                            |
| 2019    | Verão 90                                        | João Guerreiro                   |
| 2019    | Júpiter                                         | Júpiter                          |
| 2021    | As Five                                         | Ariel                            |
| 2022    | Além da Ilusão                                  | Davi Jardim / Rafael Antunes     |